# Свети Атанасий (Болно)
Вижте пояснителната страница за други значения на Свети Атанасий.
„Свети Атанасий“ или „Свети Атанас“ (на македонска литературна норма: „Свети Атанасиј“) е възрожденска църква в преспанското село Болно, част от Преспанско-Пелагонийската епархия на Македонската православна църква – Охридска архиепископия.
Храмът е старата гробищна църква на селото и е разположен в северния край на Болно. Изграден е в 1846 година, след началото на Танзимата. Църквата е обновена в периода между двете световни войни и отново в 1998 година.